# Lago Vermillion
El lago Vermilion (del inglés: Lake Vermilion) es un lago de agua dulce de los Estados Unidos localizado en el noreste del estado de Minnesota. El lago Vermilion tiene una superficie de 158,9 km² y una profundidad máxima de 23 m. El Departamento de Recursos Naturales de Minnesota clasifica al lago Vermilion, por superficie, como el quinto mayor lago dentro de las fronteras de Minnesota y es el 46.º del país. Es también el lago que tiene mayor línea costera del estado. El lago tiene como emisario al río Vermilion, que acaba drenando en la bahía de Hudson a través de un compleja red fluvo-lacustre a través de territorio canadiense (Vermilion → lago Crane →  lago Sandpoint →  lago Namakan → lago Rainy → lago de los Bosques → río Winnipeg → lago Winnipeg → río Nelson → bahía de Hudson) .
El lago Vermilion se encuentra entre las localidades de Tower (500 hab. en 2010), al este, y de Cook (574 hab.), al oeste, en el corazón de la Región Arrowhead en la cordillera Iron Vermilion.
Los nativos ojibwe originalmente lo llamaron lago Onamuni, que significa «lago de las puesta del sol resplandencientes». Los comerciantes de pieles franceses tradujeron eso a la palabra latina Vermilion, que es un pigmento rojo. 
El lago atrae a visitantes de todas partes de Minnesota y del Medio Oeste de Estados Unidos, que se alojan en numerosos resorts y hoteles del lago. Los turistas se sienten atraídos por la reputación del lago Vermilion como destino de pesca, así como por su ubicación en las tierras vírgenes del norte de Minnesota. El lago está cerca del Bosque Nacional Superior y del «Área Salvaje Canoa Aguas Fronterizas» (Boundary Waters Canoe Area Wilderness, o BWCAW).
La zona próxima al lago ha sido minada desde el siglo XIX hasta la década de 1960, y la mina Soudan operó justo al sur del lago.
En 2007, el gobernador Tim Pawlenty anunció que el estado estaba negociando la compra a U.S. Steel de una gran extensión de tierra en la costa sureste del lago para un nuevo proyecto de parque estatal de Minnesota. La venta de las tierras, con un costo final de $18 millones, se finalizó en junio de 2010. El parque estatal Lake Vermilion (12,27 km²) se está desarrollando en la costa suroriental del lago, y está al lado y al este del parque estatal Soudan Underground Mine, en el lugar de la mayor, más vieja y más profunda mina subterránea de hierro que opeó entre 1882 y 1965.
La afirmación de que «en la década de 1940, la National Geographic Society declaró el lago Vermilion como uno de los diez lagos más pintorescos del Estados Unidos» ha sido refutada por un representante de la National Geographic Society.

## Pesca deportiva
El lago tiene black crappie, pez gato marrón, Bluegill, lubina negra o perca americana, muskallonga americano, lucio europeo, perca sol, bajo de roca, perca canadiense, tullibee (cisco), walleye, lechón blanco y perca amarilla. El lago Vermilion es conocido por la pesca walleye y muskie. En la primavera de 2005, el lago Vermilion fue la sede del concurso anual «Minnesota Governor’s Fishing Opener Weekend». Algunas restricciones al consumo de pescado se han determinado únicamente para las agallas azules del lago —cisco, lucio europeo, lucio, lucioperca, y lechón blanco— debido a la contaminación por mercurio. Muchos piensan que el aumento de la población de muskies ha tenido un efecto perjudicial sobre la población walleye, aunque la pesca de walleye ha mejorado desde la implementación de un límite de ranura para walleye (18" a 26") y la reducción del límite de bolsa (de 6" a 4") en los últimos años.[cita requerida]
El 13 de mayo de 2014 se anunció que el «2015 Governer's Fisher Opener» tendrá lugar en el lago Vermilion nuevo.